# Eugen Franz (Politiker)
Eugen Franz (* 29. April 1881 in Zalenze, Kreis Kattowitz; † 29. April 1937 in Kattowitz) war ein deutscher Politiker.

## Leben
Nach der Schulzeit machte Franz eine Ausbildung im Bergbau. Er arbeitete zunächst auf der Gieschegrube bei Schoppinitz im Kreis Kattowitz, ab 1906 war er als Revisor bei einer Bergwerksgesellschaft in Breslau, später in Kattowitz, tätig. Franz war schon vor dem Ersten Weltkrieg führend in der Angestelltenbewegung aktiv, 1920 wurde er Mitglied des Aufsichtsrats der Gewerkschaft der Angestellten in Berlin. Beim deutsch-polnischen Abkommen über Oberschlesien 1921 war er als Sachverständiger für Soziales für die deutsche Seite tätig.
1922 wurde Franz für die Deutsche Katholische Volkspartei in den polnischen Sejm gewählt. Bei den Sejm-Wahlen 1928 wurde er als Abgeordneter für den Wahlkreis Teschen-Bielitz-Rybnik-Pleß gewählt. Im Sejm war er stellvertretender Vorsitzender der deutschen Fraktion.
Eugen Franz war mehrere Jahre Gemeindevertreter in Zalenze und später Mitglied des Magistrat in Kattowitz. Er war daneben Geschäftsführer der Deutschen Katholischen Volkspartei und hatte weitere Ehrenämter inne.